# 包淑和
包淑和（1920年—），女，浙江绍兴人，中国妇产科专家，曾任第五、六、七、八届全国政协委员。